# Libro de Leinster

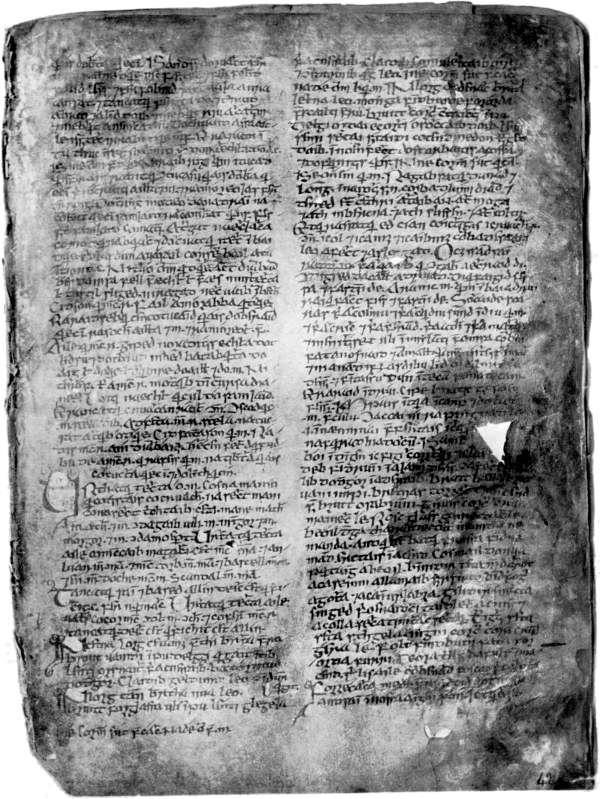
Una página del Libro de Leinster

El Libro de Leinster (en inglés, Book of Leinster, en irlandés Lebor Laignech), antes conocido como Libro de Noughaval (Lebor na Nuachongbála), es un manuscrito medieval irlandés recopilado hacia el año 1160 y conservado actualmente en el Trinity College (Dublín).

## Contenido
El Libro de Leinster es una de las fuentes más importantes para la genealogía, la mitología y la literatura irlandesa antigua, ya que contiene, entre otros, textos como el Lebor Gabála Érenn ("Libro de las invasiones irlandesas"), el Táin Bó Cuailnge ("El robo del toro de Cuailnge"), las Metrical Dindshenchas y una traducción o adaptación al irlandés de De excidio Troiae Historia. Aparentemente, se trata de la labor de un único escribano o compilador, llamado Áed Ua Crimthainn. Por las fechas mencionadas en el manuscrito podemos saber que fue escrito en algún momento entre 1151 y 1201, aunque el grueso de la obra probablemente se completó en los años 1160.
El manuscrito contiene 187 hojas, de aproximadamente 33cm x 23cm. Una nota en el manuscrito sugiere que se podrían haber perdido hasta 45 hojas. El Instituto Dublín de Estudios Avanzados publicó una edición en seis volúmenes publicada a lo largo de 29 años.